# پمبروکشر
پمبروکشر (به انگلیسی: Pembrokeshire) یک شهرستان در ولز است. پمبروکشر ۱٬۵۹۰ کیلومتر مربع مساحت دارد.